# 友寄隆哉
友寄 隆哉（ともよせ たかや、1959年8月4日 - ）は、日本のジャズ・ミュージシャン、ギタリスト。

## 経歴
沖縄県那覇市に生まれ、通信教育でギター演奏を学び、16歳からバンドマン業をはじめ、1978年に上京して沢田駿吾、高柳昌行、大沢一仁に師事する。
1983年に沖縄県に戻り、バンドマン業を再開するが、病に倒れ1985年まで伊江島で過ごす。1985年から那覇市に戻って音楽活動を再開し、1989年に再び上京して林栄一や板橋文夫のセッションに参加する。1992年からは沖縄に戻って音楽活動を続け、2007年以降は、エディ米酢という名義でエレクトリックベースの演奏も行なっている。
2010年代には、音楽理論、特にジャズ音楽理論について、CD付きの著書を発表している。ポピュラー音楽の音感トレーニングについて取り上げた『大人のための音感トレーニング本：音楽理論で「才能」の壁を越える!』は、翻訳ではない和書では類書がないと評されている。

## 著書
- 大人のための音感トレーニング本：音楽理論で「才能」の壁を越える!、リットーミュージック、2011年（CD付）
- 大人のための音感トレーニング本：「絶対音程感」への第一歩!編、リットーミュージック、2012年（CD付）
- 日本人のためのリズム感トレーニング理論、リットーミュージック、2014年（CD付）
- 禁断のジャズ理論、リットーミュージック、2014年（CD付）
- 大人のための作曲入門本、リットーミュージック、2015年（CD付）
- 大人のための音感ドリル、リットーミュージック、2016年（CD付）
- 童謡を聞くだけで音感が身につくCDブック、リットーミュージック、2017年(CD付)
- ソロギターで奏でる日本の童謡と唱歌、リットーミュージック、2018年(CD付)
- 友寄隆哉ギターメソッド、リットーミュージック、2021年(CD付)